# Palazzo di Scone
Il Palazzo di Scone è un edificio storico di categoria A e attrazione del villaggio di Scone e della città di Perth, in Scozia.
Costruito in arenaria rossa con un tetto a volta, è uno dei migliori esempi di stile gotico tardo georgiano nel Regno Unito.
Luogo ricco di storia, Scone era originariamente il sito di una chiesa paleocristiana, e in seguito un priorato agostiniano. Nel XII secolo, il priorato di Scone ottenne lo status di abbazia e di conseguenza fu costruita una residenza - il palazzo dell'abate. È per questo motivo che l'attuale struttura conserva il nome di "Palazzo". L'abbazia di Scone fu gravemente danneggiata nel 1559 durante la Riforma scozzese dopo che una folla, incitata dal famoso riformatore, John Knox, arrivò a Scone da Dundee. Il palazzo è stato quindi sede dei conti di Mansfield per oltre 400 anni. Nel 1651 ospitò l'incoronazione a Re di Scozia  di Carlo II Stuart. All'inizio del XIX secolo il palazzo fu ampliato dall'architetto William Atkinson. Nel 1802, David Murray, III conte di Mansfield, commissionò ad Atkinson l'ampliamento del palazzo, mantenendo le caratteristiche degli edifici dell'abbazia gotica medievale su cui fu costruito.
I lavori di architettura paesaggistica intorno al palazzo furono intrapresi da John Claudius Loudon. Loudon era, come Atkinson, incaricato di progettare un paesaggio che rimanesse in linea con il significato storico di Scone. Scone fu per quasi 1000 anni il luogo di incoronazione dei re scozzesi e il luogo della Pietra di Scone. È un sito di immenso significato storico. Nel 1842 furono intrapresi ulteriori lavori per la visita della regina Vittoria e del principe Alberto. Molti degli interni originali degli inizi del XIX secolo sono sopravvissuti, tra cui diversi soffitti riccamente intagliati e a volta.
Il palazzo e i giardini sono visitabili. I giardini includono il David Douglas Pinetum e un labirinto a forma di stella. Il palazzo ospita anche eventi all'aperto, tra cui la Game & Wildlife Conservation Trust's Scottish Game Fair, Rewind Festival e il Farming of Yesteryear, tra molti altri.

## Storia

### Preistoria
La storia di Scone è avvolta nel mito e nella leggenda. La Scozia, situata ai margini dell'Europa, fu uno degli ultimi regni ad adottare e beneficiare della parola scritta e del sistema legale. In effetti fu solo alla fine dell'XI secolo che la Scozia vide una crescita della tenuta dei registri, con i diritti di proprietà registrati tramite carta legale e le pratiche del governo reale ordinariamente annotate per iscritto. È probabile che esistessero alcuni documenti scritti prima dell'XI secolo, tuttavia è probabile che la storia particolarmente turbolenta della Scozia sia stata testimone della perdita o della distruzione di molti documenti. La prima prova concreta che riguarda Scone è una carta che risale al 906. Questa data potrebbe rappresentare il periodo in cui Scone era diventato famoso come centro di potere e governo, oppure potrebbe essere semplicemente la prima data concreta che abbiamo. Molti storici hanno suggerito senza alcuna prova decente (a meno che non sia stata successivamente persa) che la storia di Scone non fosse solo "post", ma in alcuni casi persino "pre-romana".

### La denominazione di Scone
Non è noto il motivo per cui esattamente l'area è chiamata "Scone" (pronunciata "Scoon"). La ricerca di un significato alla parola non è stata aiutata dal fatto che negli ultimi 10 secoli Scone è stato scritto come Scon, Scoon, Scoan, Scoine, Schone, Skoon, Skune, Skuyn, Skuyne, Sgoin, Sgàin e Sgoinde. he Scone era al centro dell'antico regno dei Pitti e quindi si potrebbe pensare che il nome deriverebbe dalla loro lingua. È probabile che Scone sia diventato famoso prima della gaelicizzazione di Pictavia, l'antico regno dei Pitti, nel IX secolo. La preminenza pre-gaelica di Scone suggerisce che il nome "Scone" si è evoluto da un linguaggio influenzato dal bretone.
Si credeva quindi che "Sconeth" derivi dalla parola celtica "Sken" che significa "tagliare". Questo è stato gaelicizzato come "Sgàin" (pronunciato "Skene"). E può essere un bell'esempio di fusione delle culture e delle lingue pittoriche e gaeliche. L'origine bretone del toponimo "Scone" è di grande importanza per quanto riguarda la storia e lo stato del luogo, e può spiegare perché il famoso Kenneth MacAlpin, primo re di Scozia, scelse Scone come sua capitale.

### L'antico regno di Scone
Scone fu almeno dal IX secolo il luogo di incoronazione dei re di Scozia e sede della Pietra di Scone, più comunemente chiamata la Pietra del Destino. Si credeva che nessun re avesse il diritto di regnare come re degli scozzesi se non fosse stato incoronato per la prima volta a Scone. Nel Medioevo era il sito di una grande abbazia agostiniana, l'Abbazia di Scone, di cui rimangono dei frammenti architettonici. Scone fu anche il sito del primo parlamento della Scozia, o Consiglio/Assemblea. Il re Costantino II nel 906 convocò un'assemblea a Scone. L'assemblea fu registrata nella Cronaca dei re di Alba; Alba è il primo nome del primo regno medievale scozzese.
Era quindi il centro del potere nell'antico regno di Alba, ma fungeva da residenza reale e terreno di caccia. Roberto II vi avrebbe trascorso gran parte della sua vita. Alla fine fu sepolto nella stessa Abbazia sebbene la sua tomba non sia mai stata localizzata. 

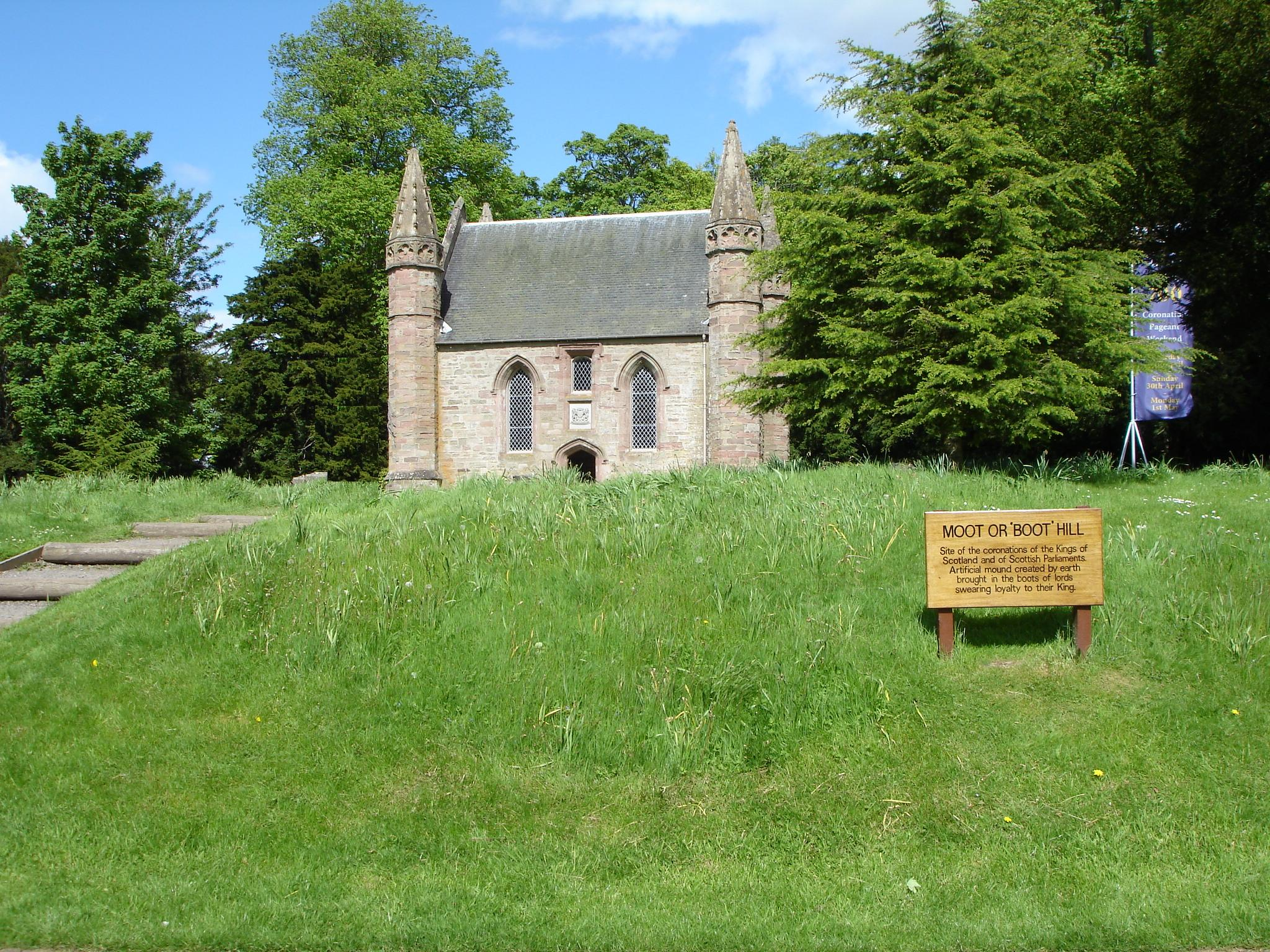
Moot Hill

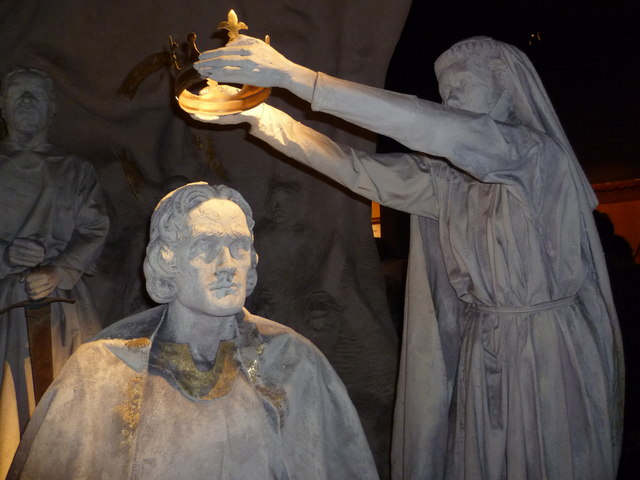
Inconorazione di Robert Bruce, 1306

### Abbazia di Scone
Scone era un antico luogo di ritrovo dei Pitti ed era probabilmente il sito di una chiesa paleocristiana. Il luogo dell'incoronazione si chiamava Caislean Credi, "Hill of Credulity", che sopravvive come l'attuale Moot Hill. Nel Medioevo il tumulo era contrassegnato da una croce di pietra, ma questo scomparve probabilmente durante la Riforma scozzese nel 1559, quando gli edifici dell'Abbazia furono saccheggiati da una folla di Dundee e guidati da John Knox.
Si dice spesso che sia stata fondata dal re Alessandro I. Una rappresentazione della chiesa sul sigillo dell'Abbazia e alcuni frammenti architettonici sopravvissuti mostrano che fu costruita in stile romanico, con una torre centrale coronata da una guglia. Tra il 1284 e il 1402 l'Abbazia di Scone ospitò il Parlamento scozzese.
Per secoli il più grande tesoro di Scone fu la Pietra di Scone su cui furono incoronati i primi re di Scozia. Quando Edoardo I d'Inghilterra portò la Pietra di Scone all'Abbazia di Westminster nel 1296, la Sedia dell'Incoronazione che ancora si trova nell'abbazia fu appositamente costruita per adattarsi su di essa. Robert Bruce fu incoronato a Scone nel 1306 e l'ultima incoronazione fu di Carlo II, quando accettò la corona scozzese nel 1651. La Pietra di Scone si trova ora nel Castello di Edimburgo insieme alle insegne di Scozia.
Nel 1559 fu in gran parte distrutto da una folla di Dundee durante i primi giorni della Riforma. Nel 1580 le proprietà dell'abbazia furono concesse a Lord Ruthven, che deteneva proprietà attorno a quello che oggi viene chiamato Castello di Huntingtower. I Ruthven ricostruirono il palazzo dell'abate dell'antica abbazia come una grande residenza. Nel 1600, Giacomo VI accusò la famiglia di tradimento e le loro proprietà a Scone passarono a Sir David Murray.

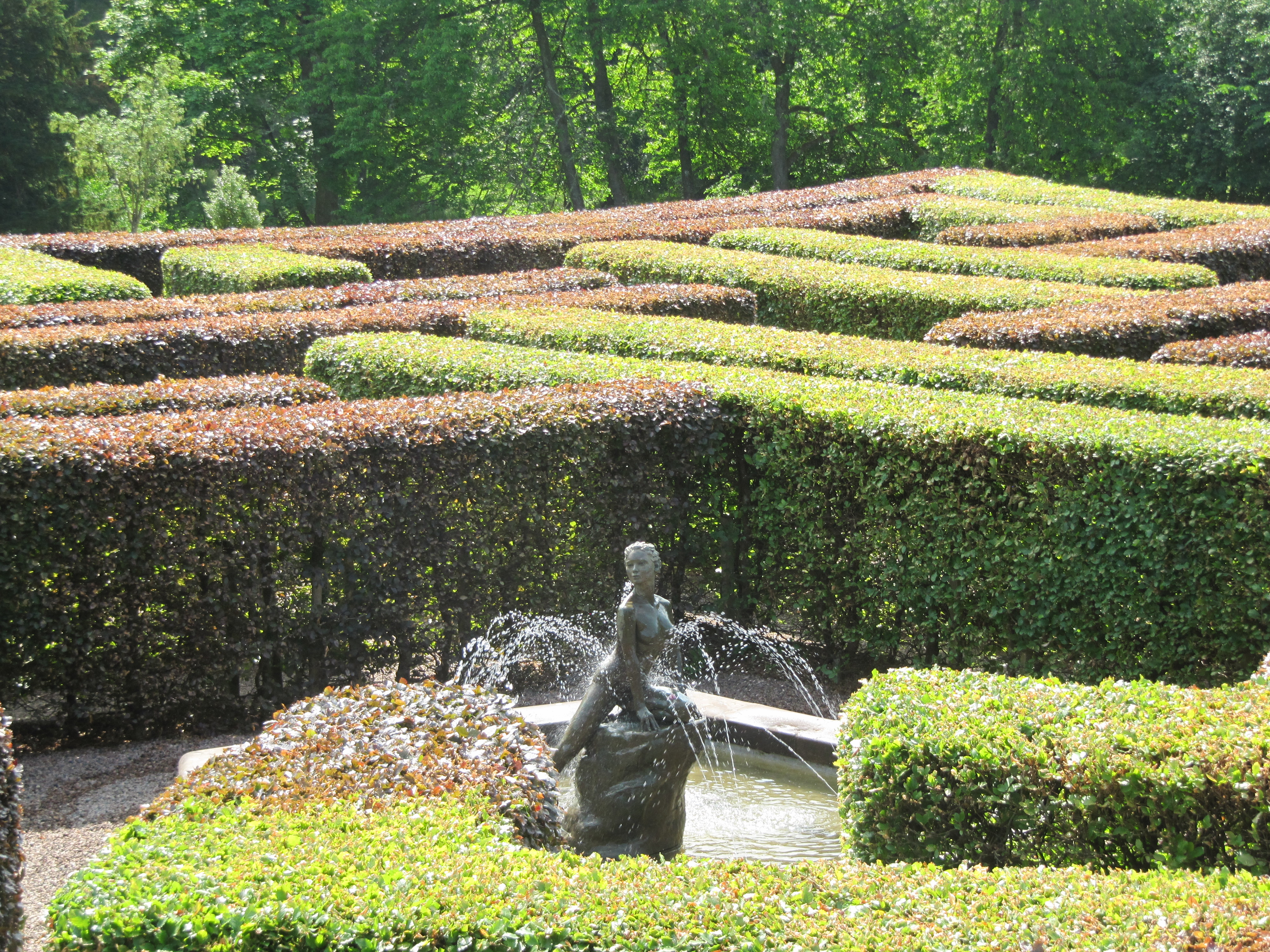
Labirinto del palazzo di Scone

## Palazzo
In stile neogotico, il palazzo, oggi visitabile, fu terminato nel 1808.
Attualmente nelle sale di rappresentanza sono esposte raffinate collezioni di mobili, ceramiche, avori e orologi. Alcuni dei contenuti preziosi sono le sedie rococò di Pierre Bara, altri oggetti di Robert Adam e Chippendale, porcellane di Dresda e Sèvres, nonché la collezione davvero unica di vasi Vernee Martin e una scrivania Jean-Henri Riesener donata a David Murray, II conte di Mansfield di Maria Antonietta. La collezione del Palazzo di Scone comprende anche una fantastica gamma di ritratti scozzesi e britannici, tra cui opere di Reynolds, Ramsay e de László. C'è anche il famoso pezzo di arte scozzese di Sir David Wilkie chiamato Village Politicians che è stato commissionato e acquistato da David Murray, III conte di Mansfield.
La Sala Lennox, che prende il nome dal duca di Lennox, è ricca di pezzi con connessioni reali tra cui l'impiccagione di Maria di Scozia durante la sua prigionia nel Castello di Loch Leven, un tavolo di quercia che si dice appartenga al re Giacomo VI, e una poltrona di quercia usata da Carlo II per la sua incoronazione. Inoltre un ritratto del Rev. Andrew Murray, I Lord Balvaird.
Vi è una favolosa collezione di grandi avori europei provenienti dalla Baviera, dall'Italia e dalla Francia.
Anche i giardini sono aperti al pubblico. Il parco del Palazzo di Scone ospita la collina di Moot, il luogo di incoronazione dei re di Scozia. Una replica della Pietra di Scone si trova sulla collina di Moot di fronte a una cappella del XVII secolo contenente un bel monumento dedicato a Sir David Murray di Maximilian Colt.
Un'altra attrazione è il labirinto a forma di stella che copre un'area di 1600 m². È stato progettato dal designer Adrian Fisher, per assomigliare al tartan di famiglia del conte di Mansfield e ha la forma di una stella a cinque punte che fa parte di l'emblema della famiglia Mansfield. Ci sono 2000 faggi. Al centro del labirinto si trova una statua in bronzo di Aretusa, incastonata in una fontana, progettata da David William-Ellis. Il ponte sopra l'ingresso si basa su un progetto del Glasgow Garden Festival del 1988 ed è realizzato in legno della Scone Estate.
Circondato da boschi di abeti, alcuni dei quali hanno almeno 250 anni. I motivi del palazzo furono il primo luogo l'introduzione in Gran Bretagna delle specie di abete di Douglas, introdotto da David Douglas. Numerosi pavoni vagano per il parco, tra cui diversi maschi albini…